# Fiat M13/40
A Fiat-Ansaldo M13/40 egy olasz közepes harckocsi volt, melyet a második világháború elején a Fiat L3/35, a Fiat L6/40 és a Fiat M11/39 harckocsik leváltására terveztek. A tervezetre nagy hatással volt a brit Vickers 6-Ton harckocsi, alvázának alapjául pedig a korábbi Fiat M11/39 harckocsi módosított alvázát használták. Az M13/40 jelölés a következőképpen értendő: „M” a Medio (magyarul: közepes), ezt követi a súly tonnában (13), majd a szolgálatba állítás éve (1940).

## Leírás

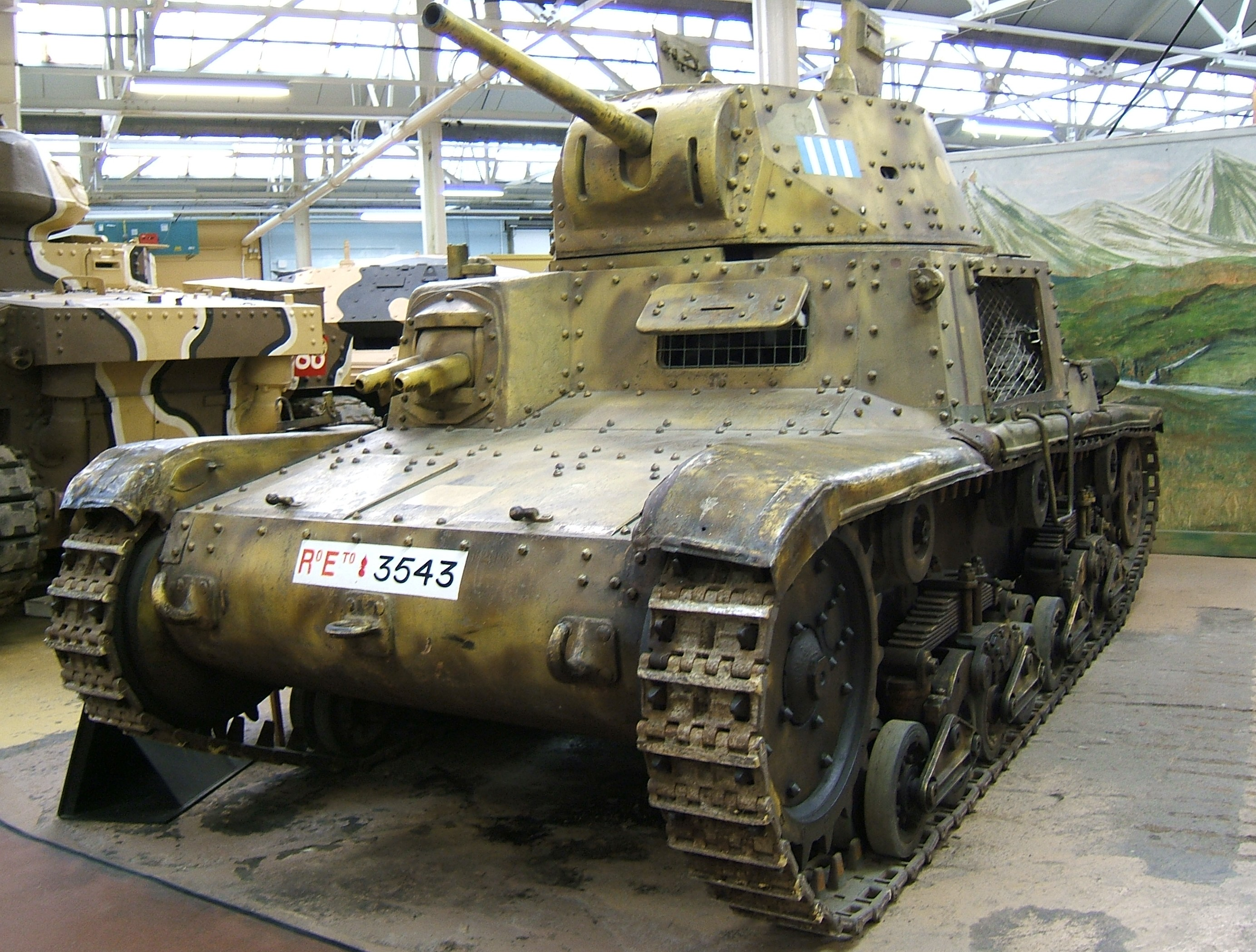
M13/40 a dorseti Bovington Tank Museum-ban.

Az M13 harckocsi páncéltestét szegecselt acéllemezekből készítették: elöl 30 mm (az M11-hez hasonlóan), a torony eleje 42 mm (az M11 esetében 30 mm), az oldalakon 25 mm (az M11-nek csak 15 mm volt), alul mindössze 6 mm (ami nagyon sebezhetővé tette az aknákkal szemben), felül pedig 15 mm. A küzdőtér a teknő elejében, a motor és a sebességváltó pedig a teknő hátuljában kapott helyet. A küzdőtér négy főnyi legénység befogadására szolgált elegendő hellyel: vezető és géppuska-kezelő/rádió-kezelő a páncéltestben, lövegkezelő és parancsnok a toronyban.
A Vickers-től származó futómű oldalanként két forgózsámolyon elhelyezett nyolc pár kicsi futógörgőt foglalt magában, a felfüggesztésről pedig laprugók gondoskodtak. A lánctalpak igen keskenyek és vékonyak voltak. Ez a rendszer jó mozgékonyságot biztosított a járműnek hegyvidékes területeken. A sivatagban, ahol a legtöbb M13-ast bevetették, a mozgékonyság kevésbé volt kulcsfontosságú. A harckocsi meghajtásáról egy 125 lóerős (93 kW) dízelmotor gondoskodott. Ez egy olyan újítás volt, melyet sok országban még akkoriban nem vezettek be. A dízelmotorok jelentették a harckocsik jövőjét, mivel olcsóbbak voltak, nagyobb hatótávolságot biztosítottak és kevesebb volt az esélye, hogy a motor kigyulladjon.
A harckocsi fő fegyverzete egy 47 mm-es löveg volt. 500 méteren nagyjából 45 mm vastag páncélzatot tudott átütni. Ez a teljesítmény kielégítő volt a brit könnyű és cirkáló harckocsik ellen, de a nehezebb gyalogsági harckocsik ellen már kevés volt. 104 darab páncéltörő és repesz-romboló lövedéket szállíthattak a jármű belsejében. Az M13 harckocsit ellátták még három vagy négy géppuskával: egyet párhuzamosan a főlöveggel, kettőt pedig a homlokpáncélzatban, gömbfoglalatban. Egy negyedik géppuskát is használtak alkalmanként egy hajlékony állványra rögzítve a tornyon, légvédelmi célra. A jármű két periszkóppal rendelkezett, melyeket a lövegkezelő és a parancsnok használt, ezen felül beszereltek egy rádiót is, amely eredetileg alapfelszerelésnek számított.

## Harctéri alkalmazás
Az M13/40 harckocsikat bevetették az 1940-es és 1941-es görög hadjáratban és az észak-afrikai hadjáratban is. Az M13/40 harckocsikat a keleti fronton nem használták, az olasz erőket csak Fiat L6/40 harckocsikkal és Semovente 47/32 önjáró lövegekkel látták el. Az 1942-es év kezdetén az olasz hadsereg felismerte az M13/40 gyengeségét a tűzerőben, ezért a páncélozott egységekben a harckocsik mellett Semovente 75/18 önjáró lövegeket is bevetettek.

### Első bevetések
Az első 700 darab M13/40 harckocsit 1940 ősze előtt szállították le, a gyártási sebesség havi 60-70 jármű volt. Észak-Afrikába vezényelték őket, hogy a britek ellen harcoljanak. A szeptemberi offenzívát lekésték, de a decemberi Iránytű hadművelet idején már rendelkezésre álltak. További bevetésekre Dernában került sor, ahová az V. zászlóalj éppen hogy csak megérkezett. A III. zászlóalj harckocsijai jelen voltak a közelben, Bardiában. Két napnyi küzdelemben (1941. január 3-4.) az ausztrálok 456 embert veszítettek, az olasz katonák közül 45000-en estek fogságba. Február 6-7-én a brit offenzíva olyan mélyre hatolt, hogy az olasz Babini dandár megpróbált megnyitni egy partvonalat a britek vonalánál, Beda Fommnál, hogy az elvágott olasz csapatok a líbiai part felé vonulhassanak vissza. A dandár akciója sikertelen volt, és közel az összes harckocsijuk odaveszett. Az utolsó hat megmaradt jármű a helyi brit parancsnokság területére lépett. Ezeket egyenként lőtte ki egyetlen darab két fontos páncéltörő löveg. Néhány zsákmányolt M11 és M13 harckocsit hadrendbe állított a 6. Australian Division Cavalry Regiment és a 6. zászlóalj, egészen 1941 tavaszáig, amikor is kifogytak az üzemanyagból, ezután a járműveket felrobbantották.

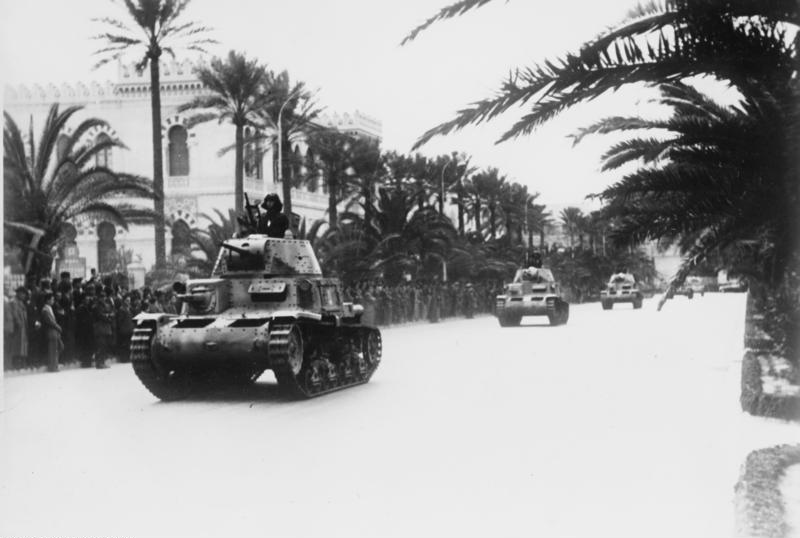
Olasz M13/40 harckocsik Tripoli utcáin, 1941 márciusa.

Az M13-asokat Görögországban is bevetették, nehéz terepen. Ezt követően, 1941 áprilisában az Ariete hadosztály részt vett Tobruk ostromában, csekély sikerrel harcoltak a brit Matilda II harckocsik ellen. Az M13-asok első sikeres bevetése a Bir-el Gobi csata volt.

### Későbbi bevetések a sivatagi háborúban

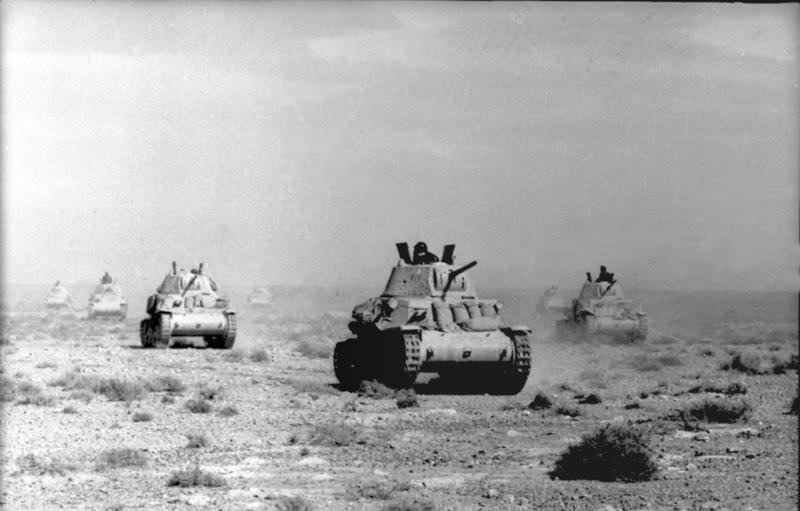
M13/40 harckocsik haladnak keresztül a sivatagban, 1941 április.

1941 áprilisában, az Afrikakorps megérkezésekor, az olaszok nagyjából 240 M13 és M14 harckocsival rendelkeztek a frontvonalon. 1942-ben, mikor a szövetségesek megkezdték a Grant és Crusader III harckocsik bevetését, 6 fontos páncéltörő lövegekkel együtt, megmutatkoztak az M13 harckocsik gyengeségei. Az olaszok harckocsi zászlóaljanként legalább egy századot szereltek fel a nehézfegyverzetű Semovente 75/18 rohamlöveggel. A védelem fokozása érdekében sok jármű személyzete homokzsákokat vagy extra lánctalpszemeket erősítettek  a harckocsik külső oldalaira, de ezzel a már amúgy is lassú járműveket tovább lassították, és a karbantartással is problémák adódtak.
A második el-alameini csata során vetették be először az M4 Sherman harckocsikat, amikor nagyjából 230 darab M13 harckocsi szolgált a fronton. A csata néhány napjában az Ariete és Littorio hadosztályok fedezték a tengelyhatalmak visszavonulását. A Centauro hadosztályt gyakorlatilag megsemmisítették Tunéziában.

## Erősségek és gyengeségek
Az M13/40 egy hagyományos könnyű harckocsi volt a háború korai szakaszában, képességeit tekintve hasonló volt más Vickers-tervezetből származó harckocsikhoz, mint a lengyel 7TP és a szovjet T–26. 1940-41-ben fegyverzete és páncélzata kielégítő volt a brit harckocsikkal szemben. Főlövegének repesz-romboló lövedékei hatékonyak voltak vontatott tüzérség és gyalogság ellen. A dízelmotor előnyös tulajdonsága volt, gyártásának egyszerűsége pedig jól illett az olasz iparhoz.
A harckocsi hiányosságokkal is küszködött: a motor jó hatótávolságot biztosított, de gyenge volt és némileg megbízhatatlan. Az M13-asok ugyanazt a motort kapták, mint az M11-esek, de az új harckocsi nehezebb volt, ami alacsonyabb sebességet eredményezett, a hajtóművet pedig jobban terhelte. A felfüggesztés és a lánctalpak elég megbízhatóak voltak, de alacsony sebességet eredményeztek, így a jármű alig volt gyorsabb a brit gyalogsági harckocsiktól, mint például a Matilda I és II. 1940-41-ben a fegyverzet kielégítő volt, de nem tudta tartani a lépést a megnövelt páncélzatú és tűzerejű szövetséges és német harckocsikkal. A szegecselt páncélzat elavult volt. A kor legtöbb harckocsijánál áttértek a hegesztett konstrukcióhoz, mivel a szegecsfejek találat esetén leszakadhattak, megsebesítve vagy megölve a kezelőszemélyzetet. A kétszemélyes torony kevésbé volt hatékony a harcban, mint a háromszemélyes tornyok. Rádióval nem sok harckocsit láttak el.
A komoly harctéri veszteségek ellenére az M13-asok végigszolgálták a háborút, és néhány példány még a háború utáni időszakot is túlélte.

## Változatok
Az M13/40 széria Olaszország legnagyobb számban gyártott harckocsija volt, beleszámítva a későbbi M14/41 változatot is, amellyel együtt több mint 3000 darabot gyártottak. A legutolsó változat az M15/42 harckocsi volt, melyet 1943-ban gyártottak, jobb benzinmotorral és hosszabb 47/40 löveggel. A Semovente 75/18 önjáró löveg az M13/40 vagy az M14/41 harckocsik alvázának felhasználásával készült.
A Fiat M14/41 változat erősebb 145 lóerős (108 kW) motorral és jobb légszűrőkkel készült az észak-afrikai hadjárathoz. A Semovente Comando M40 egy M13/40 harckocsi volt, amelynél a tornyot eltávolították és egy nagy, több elemtől álló búvónyílással helyettesítették. A páncéltest további rádiókat és egyéb kommunikációs felszerelést foglalt magában.

## Galéria

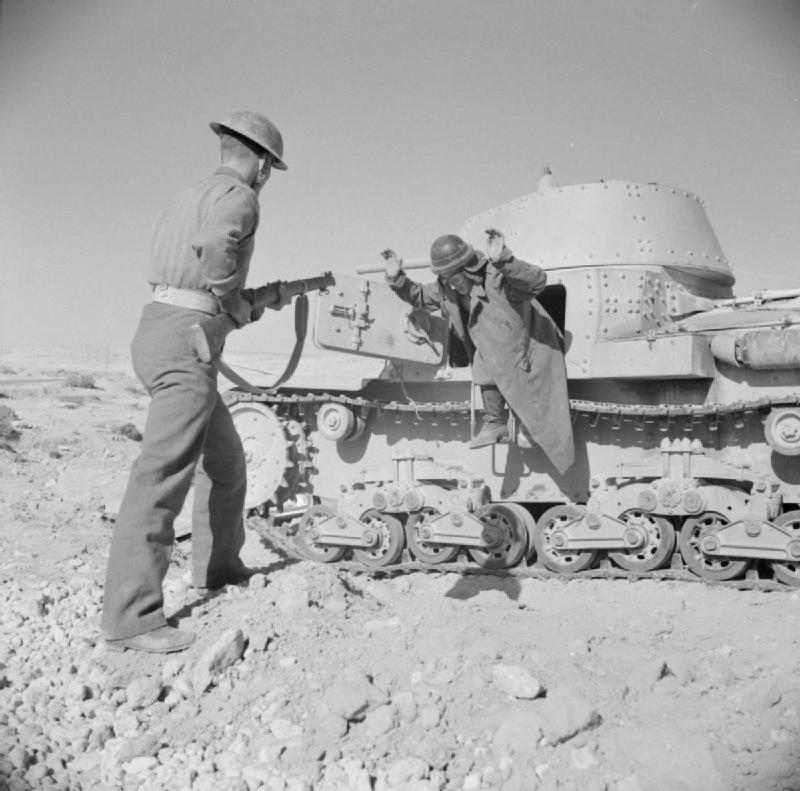
Egy olasz M 13/40 harckocsi személyzete megadja magát a Brit Nemzetközösség katonájának.
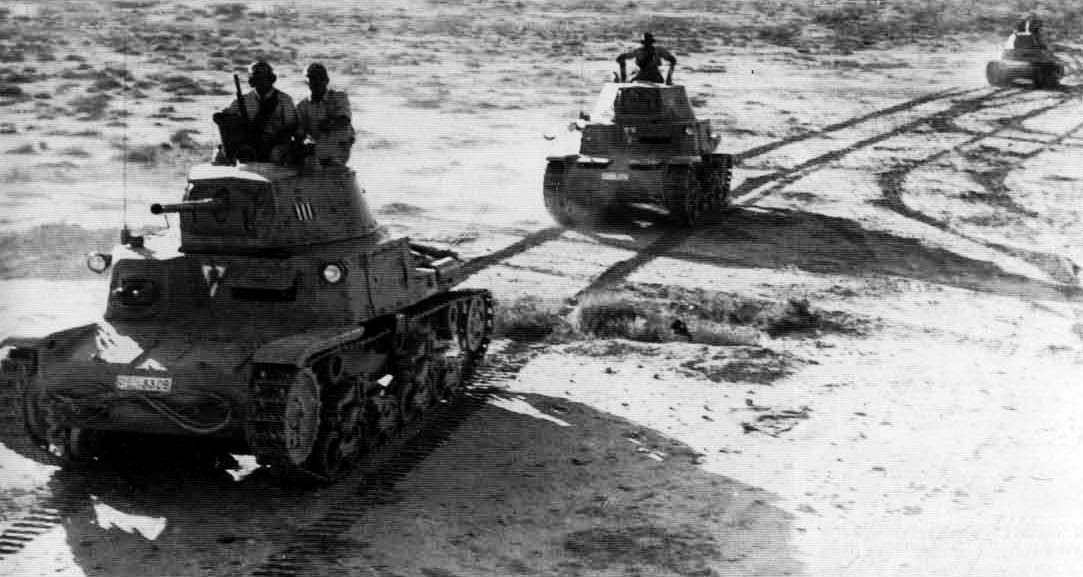
Az M13/40 és az M14/41 harckocsik vonulnak a líbiai sivatagon keresztül.
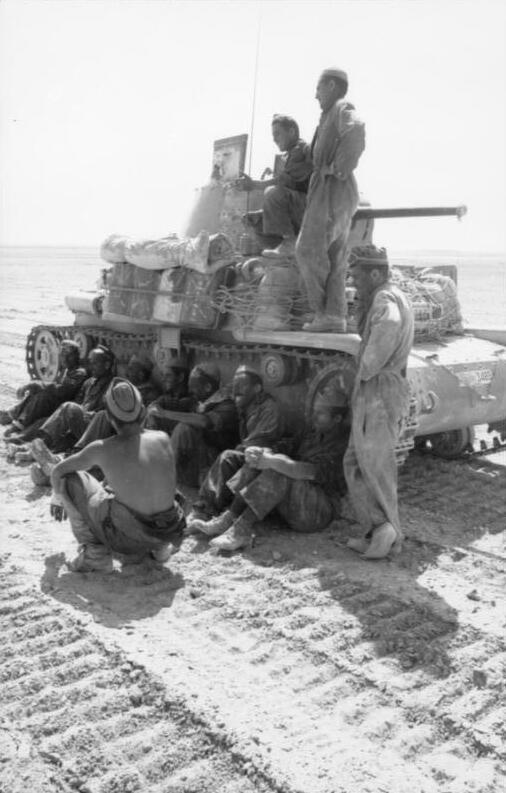
Olasz katonák Panzer M13/40-vel Észak-Afrikában.

## Lásd Még
- LT vz. 35
- 42M Toldi II
- BT–7

## Fordítás
- Ez a szócikk részben vagy egészben  a   Fiat M13/40 című angol Wikipédia-szócikk ezen változatának fordításán alapul.  Az eredeti cikk szerkesztőit annak laptörténete sorolja fel. Ez a jelzés csupán a megfogalmazás eredetét és a szerzői jogokat jelzi, nem szolgál a cikkben szereplő információk forrásmegjelöléseként.